# Me Against the Music
Me Against The Music (Já proti hudbě) je první píseň z alba In the Zone americké zpěvačky Britney Spears. Píseň vyšla během čtvrté čtvrtiny roku 2003. Britney tuto skladbu nazpívala společně s Madonnou.

## Informace o písni
Píseň je úplně odlišná ve všech směrech od ostatních, které Britney prozatím vydala. Za prvé je to první píseň kterou napsala i produkovala zároveň.
Kritiky byl tento song nekompromisně setřena a označeni typu: Největší hudební horor, opovržení ve všech směrech, největší hudební pohroma historie nebyly ničím výjimečným.
Píseň původně nebyla plánovaná jako singl, ale na poslední chvíli byla úplně předělána a získala nový zvuk, tudíž v konečné fázi rozhodování padlo, že právě Me Against The Music vyjde jako první singl z alba In the Zone.

## Videoklip
Klip režíroval Paul Hunter. Děj probíhá takto: Britney přijíždí do klubu a ve chvíli, kdy do něj vchází vidíme Britney na různých místech klubu. V jedné místnosti sedí i Madonna a natáčí jí kamera.
A i když akce v klubu se rozjíždí Britney pátrá po té ženě, kterou spatřila. Tak vidíme Britney jak Madonnu všude hledá, plazí se kolem zdí a tančí.
Nakonec Madonnu najde a vypadá to, že dojde k polibku (jakési repete na jejich polibek na MTV Video Music Awards 2003), v tom momentu ale Madonna zmizí.
Videoklip zůstal v hitparádě TRL dvacet týdnů na čísle jedna. O primát přišel až v roce 2005, kdy jej porazil klip Kelly Clarkson Behind These Hazel Eyes.

## Hitparádové úspěchy
Me Against the Music byl návrat Britney k hudbě po více než roční odmlce přesto v Americe moc neuspěl. Dosáhl pouze na skromné pětatřicáté místo.
Ve světě byl ale píseň obrovským hitem a do Top 5 se dostala téměř v každé zemi. V Británii se písně prodalo 122,000 kusů.

## Umístění ve světě
| Hitparáda             | Umístění |
| --------------------- | -------- |
| Argentina             | 1        |
| Austrálie             | 1        |
| Rakousko              | 12       |
| Belgie                | 5        |
| Brazílie              | 6        |
| Kanada                | 2        |
| Chile                 | 1        |
| Dánsko                | 1        |
| Nizozemsko            | 6        |
| Evropa                | 1        |
| Finsko                | 2        |
| Francie               | 11       |
| Německo               | 5        |
| Řecko                 | 2        |
| Irsko                 | 1        |
| Itálie                | 2        |
| Japonsko              | 11       |
| Tokio                 | 1        |
| Nový Zéland           | 13       |
| Norsko                | 2        |
| Španělsko             | 1        |
| Švédsko               | 5        |
| Švýcarsko             | 4        |
| Tchaj-wan             | 1        |
| Velká Británie        | 2        |
| USA Billboard Hot 100 | 35       |
| Svět                  | 1        |